# Anderson Henriques
Anderson Freitas Henriques (ur. 3 marca 1992 w Caçapava do Sul) – brazylijski lekkoatleta specjalizujący się w biegach sprinterskich.
W 2011 zdobył brązowy medal mistrzostw panamerykańskich juniorów na dystansie 400 metrów. Finalista uniwersjady w Shenzhen (2011). W tym samym roku sięgnął po dwa złota południowoamerykańskich mistrzostw juniorów oraz zajął 8. miejsce na igrzyskach panamerykańskich. W 2012 został złotym medalistą mistrzostw ibero-amerykańskich. Wicemistrz uniwersjady (2013). W tym samym roku startował na mistrzostwach świata w Moskwie, na których zajął 8. miejsce w biegu na 400 metrów, a w sztafecie 4 × 400 metrów brazylijska drużyna została sklasyfikowana na 7. pozycji. Podwójny złoty medalista igrzysk Ameryki Południowej w Santiago (2014). Srebrny i brązowy medalista mistrzostw Ameryki Południowej (2019).
Złoty medalista mistrzostw Brazylii.

## Osiągnięcia
| Rok  | Impreza                                  | Miejsce      | Konkurencja                      | Lokata     | Wynik           |
| ---- | ---------------------------------------- | ------------ | -------------------------------- | ---------- | --------------- |
| 2011 | Mistrzostwa panamerykańskie juniorów     | Miramar      | bieg na 200 metrów               | eliminacje | 21,38           |
| 2011 | Mistrzostwa panamerykańskie juniorów     | Miramar      | bieg na 400 metrów               | 3. miejsce | 46,69           |
| 2011 | Uniwersjada                              | Shenzhen     | bieg na 400 metrów               | 7. miejsce | 46,01           |
| 2011 | Mistrzostwa Ameryki Południowej juniorów | Medellín     | bieg na 400 metrów               | 1. miejsce | 46,59           |
| 2011 | Mistrzostwa Ameryki Południowej juniorów | Medellín     | sztafeta 4 × 400 metrów          | 1. miejsce | 3:08,35         |
| 2011 | Igrzyska panamerykańskie                 | Guadalajara  | bieg na 400 metrów               | 8. miejsce | 45,92           |
| 2012 | Mistrzostwa ibero-amerykańskie           | Barquisimeto | bieg na 400 metrów               | 1. miejsce | 45,59           |
| 2012 | Mistrzostwa ibero-amerykańskie           | Barquisimeto | sztafeta 4 × 400 metrów          | 4. miejsce | 3:03,05         |
| 2013 | Uniwersjada                              | Kazań        | bieg na 400 metrów               | 2. miejsce | 45,50           |
| 2013 | Mistrzostwa świata                       | Moskwa       | bieg na 400 metrów               | 8. miejsce | 45,03           |
| 2013 | Mistrzostwa świata                       | Moskwa       | sztafeta 4 × 400 metrów          | 7. miejsce | 3:02,19         |
| 2014 | Halowe mistrzostwa świata                | Sopot        | bieg na 400 metrów               | eliminacje | 46,82           |
| 2014 | Igrzyska Ameryki Południowej             | Santiago     | bieg na 400 metrów               | 1. miejsce | 45,03           |
| 2014 | Igrzyska Ameryki Południowej             | Santiago     | sztafeta 4 × 400 metrów          | 1. miejsce | 3:03,94         |
| 2014 | Mistrzostwa ibero-amerykańskie           | São Paulo    | bieg na 400 metrów               | 1. miejsce | 45,40           |
| 2014 | Mistrzostwa ibero-amerykańskie           | São Paulo    | sztafeta 4 × 400 metrów          | 2. miejsce | 3:02,80         |
| 2017 | IAAF World Relays                        | Nassau       | sztafeta 4 × 400 metrów          | 7. miejsce | 3:05,96         |
| 2017 | Mistrzostwa świata                       | Londyn       | sztafeta 4 × 400 metrów          | eliminacje | 3:04,02         |
| 2019 | Mistrzostwa Ameryki Południowej          | Lima         | bieg na 400 metrów               | 3. miejsce | 46,15           |
| 2019 | Mistrzostwa Ameryki Południowej          | Lima         | sztafeta 4 × 400 metrów          | 2. miejsce | 3:04,13         |
| 2019 | Mistrzostwa świata                       | Doha         | sztafeta mieszana 4 × 400 metrów | 8. miejsce | 3:16,22 (elim.) |
| 2021 | World Athletics Relays                   | Chorzów      | sztafeta mieszana 4 × 400 metrów | 2. miejsce | 3:17,54         |
| 2021 | Igrzyska olimpijskie                     | Tokio        | sztafeta mieszana 4 × 400 metrów | eliminacje | 3:15,89         |
| 2022 | Igrzyska Ameryki Południowej             | Asunción     | sztafeta mieszana 4 × 400 metrów | 1. miejsce | 3:21,53         |

## Rekordy życiowe
- Bieg na 200 metrów – 20,85 (2014)
- Bieg na 400 metrów – 44,95 (2013)